# Gajówka Augustowska
Gajówka Augustowska (niem. Waldhaus Augustwalde) – osada leśna w Polsce położona w województwie warmińsko-mazurskim, w powiecie olsztyńskim, w gminie Kolno.
W latach 1975–1998 miejscowość administracyjnie należała do województwa olsztyńskiego.